# Nakajima Ki-34
Ki-34 — транспортный самолёт, двухмоторный моноплан цельнометаллической конструкции.
Разработан под руководством инженера Акэгава. Первый полет прототипа состоялся 12 сентября 1936 года.

## История
В 1930-х годах в Японии существовали две крупные авиастроительные фирмы "Mitsubishi" и "Nakajima". Mitsubishi специализировалась на производстве бомбардировщиков, а Nakajima истребителей. Но фирма "Nakajima" после приобретения в 1935 году у американской фирмы "Douglas Aircraft" лицензии на производство самолета DC-2 стала выпускать большие транспортные самолеты.
В 1936 году, основываясь на опыте приобретенном по сборке лицензионного DC-2, японские конструкторы фирмы "Nakajima"   создали двухмоторный авиалайнер собственной конструкции. Самолет получил название AT-2 (Akegava Transport). Опытный экземпляр самолета совершил первый полет 12 сентября 1936 года.
Испытания прошли успешно и новый самолет был запущен в серийное производство. Первый заказ на 32 серийных самолета AT-2 был получен от авиакомпаний Greater Japan Airlines и Manchurian Airlines. Эти самолеты выполняли регулярные авиарейсы между Токио и другими городами Японии, а также использовались в подконтрольном Японии государстве Маньджоу-Го. На линиях самолеты эксплуатировались до января 1942 года.
После начала Китайско-Японской войны AT-2 был адаптирован для использования в военных целях. Принят на вооружение армии в 1937 года под наименованием транспортный самолёт армейский тип 97. На вооружение флота поступил под названием транспортный самолёт морской тип AT-2, или коротко L1N1. Кодовое имя союзников — «Тора» («Thora»).
Самолет выпускался с 1937 по 1942 годы на заводах фирмы "Nakajima" и по лицензии на заводе фирмы "Tatikava". Всего был изготовлен 351 самолет, большая часть из которых были поставлены военному ведомству. Для авиакомпаний было изготовлено 32 самолета. В военно-воздушных силах Японии Ki-34 использовался в качестве служебного самолета связи, а также для десантирования парашютистов. В 1942 году через месяц после атаки на Перл-Харбор японское правительство приостановило все коммерческие рейсы AT-2 и самолеты были приспособлены для транспортной поддержки боевых действий на Тихом Океане. 
При эксплуатации AT-2 показал себя как один из самых скоростных авиалайнеров 1930-х годов, несмотря на небольшие размеры он имел просторный пассажирский салон. В полете имел хорошую устойчивость и управляемость. Однако дальнейшее развитие строительства гражданских самолетов фирмой "Nakajima" не случилось из-за вовлечения Японии во Вторую Мировую войну. 

## Конструкция
Nakajima AT-2 - двухмоторный цельнометаллический моноплан с убирающимся шасси классической схемы.
Фюзеляж – полумонокок прямоугольно-овального сечения. Обшивка работающая гладкая из плакированного алюминия. Внутреннее пространство фюзеляжа состояло из нескольких отсеков. В носовом отсеке находились приборы и оборудование. Затем трехместная закрытая кабина экипажа. За ней пассажирский салон на восемь посадочных мест. Входная дверь позади салона по левому борту. Аварийный выход по правому борту.
Крыло – свободнонесущее низкорасположенное прямоугольное в плане, состоит из центроплана и двух отъёмных консолей. Силовой каркас металлический, состоит из лонжеронов и нервюр. Обшивка работающая гладкая, крепится к каркасу при помощи потайной клепки. Центроплан жестко интегрирован в конструкцию фюзеляжа. Механизация крыла – элероны и щелевые закрылки. Каркас элеронов и закрылков металлический, обшивка полотняная.
Хвостовое оперение – однокилевое классической схемы. Киль жестко интегрирован в конструкцию фюзеляжа. Стабилизаторы свободнонесущие с рулями высоты. Руль направления и рули высоты имеют металлический каркас и полотняную обшивку. Рули снабжены триммерами.
Шасси – убирающееся трехопорное с поворотным хвостовым колесом. Шасси в полете убираются в гондолы двигателей не полностью, часть колеса выступает за поверхность нижней части гондол. Стоики шасси и хвостовое колесо с гидроамортизатором. Колеса снабжены барабанными тормозами.
Силовая установка – два поршневых 9-цилиндровых звездообразных двигателя воздушного охлаждения Nakajima Kotobuki 42 мощностью 710 л.с. каждый. Двигатели устанавливались в аэродинамические гондолы на центроплане и закрывались капотами. Воздушный винт цельнометаллический двухлопастный.

## Тактико-технические характеристики
Технические характеристики
- Экипаж: 3 человека
- Пассажировместимость: 8 человек
- Длина: 15,3 м
- Размах крыла: 19,92 м
- Высота: 4,15 м
- Площадь крыла: 49,2 м²
- Масса пустого: 3 500 кг
- Нормальная взлётная масса: 5 250 кг
- Силовая установка: 2 × радиальный Nakajima Kotobuki 41
- Мощность двигателей: 2 × 710 л.с. (2 × 529 кВт)

Лётные характеристики
- Максимальная скорость: 360 км/ч
- Крейсерская скорость: 310 км/ч
- Практическая дальность: 1 200 км
- Практический потолок: 7 000 м
- Скороподъёмность: 7,58 м/с
- Нагрузка на крыло: 106,7 кг/м² (расч.)
- Тяговооружённость: 201,5 Вт/кг (расч.)